# من سم هستم (مجموعه تلویزیونی)
من سم هستم (انگلیسی: I am Sam، کره‌ای: 아이엠샘) یک مجموعهٔ تلویزیونی ۲۰۰۷ کرهٔ جنوبی با بازی یانگ دونگ-گیون، پارک مین یونگ، پارک جون-گیو، سون تائه-یونگ و آغاز حرفه بازیگری تی.او.پی از گروه بیگ بنگ است. این سریال از ۶ اوت تا ۲ اکتبر ۲۰۰۷، دوشنبه‌ها و سه‌شنبه‌ها ساعت ۲۱:۵۵ (کی‌اس‌تی) از کی‌بی‌اس۲ در ۱۶ قسمت پخش شد. این سریال بر اساس مانگای ژاپنی به نام کیوکاشو نی نایی! (انگلیسی: Not in a Textbook! یا Very Private Lesson) است.

## بازیگران

### اصلی
- یانگ دونگ-گیون در نقش جانگ یی-سان
- پارک مین یونگ در نقش یو اون-بیول
- سون تائه-یونگ در نقش شین سو-یی
- پارک جون-گیو در نقش یو جائه-گون (پدر اون-بیول)
- تی.او.پی در نقش چائه مون-شین

### مکمل
- پارک چائه-کیونگ در نقش مین سا-کانگ (دوست اون-بیول)
- پارک جائه-جونگ در نقش کیم وو-جین (مرد دست‌راست آقای یو)
- جو هیانگ-کی در نقش هونگ دائه-ری (دستیار آقای یو)
- کواک جی-مین در نقش دا-بین
- دان جی در نقش یه-بین
- بان سو-یونگ در نقش هیو-بین
- لی مین هو در نقش هو مو-سه (پسر مدیر مدرسه)
- چوی جائه-هوان در نقش هان تائه سونگ (دوست مون-شین)
- پارک چول-هو در نقش کیم این-سئول
- کیم یو-بین در نقش کیم هی-چول
- ریان در نقش جی سئون-هو
- کیم هونگ-شیک در نقش پارک نام-کیو
- یو تائه-وونگ در نقش گو دونگ-سول
- چوی جو-بونگ در نقش هو دئوک-بائه (مدیر مدرسه)
- پارک سانگ-کیون در نقش پارک هان-سوک
- شین پیو در نقش کانگ ها